# Batman (videogioco 1989 console)
Batman (indicato anche come Batman: The Video Game per differenziarlo dagli omonimi videogiochi del 1986 e del 1989 messi in commercio per altri sistemi) è un videogioco a piattaforme sviluppato nel 1989 da Sunsoft e distribuito per Nintendo Entertainment System, Game Boy e Sega Mega Drive. È basato sull'omonimo film Batman ed ha avuto un seguito nel 1991 con il gioco denominato Batman: Return of the Joker.

## Modalità di gioco
Il gioco differisce leggermente da versione a versione:

### Versione NES
La versione per NES è quella meno conforme alla pellicola cinematografica. Il gioco si compone di 5 livelli, che riprendono in qualche maniera alcune ambientazioni del film, al termine di ognuno dei quali Batman deve sconfiggere un boss di fine livello:
- Gotham City Street - boss: Killer Moth
- AXIS Chemical Factory - boss: Machine Intelligence System
- Underground Conduit - boss: Electrocutioner
- Laboratory Ruins - boss: Dual-Container Alarm
- Gotham's Cathedral - boss: Firebug

Sconfitto Firebug, Batman si sposta sul campanile della cattredale dove finalmente si trova ad affrontare Joker. Ogni passaggio di livello vede la riproduzione di una piccola scena animata ripresa dal film.
Batman può attaccare con i pugni o con alcune armi che può trovare nel corso dei cinque livelli: il Batarang, lo Spear Gun (un lanciamissili) ed il Dirk (un lancia batdischi). Le munizioni per queste armi vengono raccolte sconfiggendo dei nemici che Batman incontra nei vari livelli, tra cui KGBeast, Deadshot, Maxie Zeus, Shakedown, Heat Wave ed altri personaggi dell'universo DC. Ogni nemico sconfitto fornisce un power-up: energia per il personaggio oppure una ricarica di 10 munizioni per una delle armi di Batman. Le munizioni vengono consumate in numero diverso dalle varie armi: il Batarang consuma 1 munizione, lo Spear Gun ne consuma 2 mentre il Dirk ne consuma 3 perché spara 3 colpi contemporaneamente. Il numero di munizioni a disposizione dell'arma in uso è indicato da un valore numerico accanto al corrispondente simbolo. Batman ha un'altra abilità: può saltare sui muri per raggiungere piattaforme più elevate. Questa caratteristica  ricorda quella di Ryu Hayabusa, protagonista della serie Ninja Gaiden.
Batman ha a disposizione 3 vite: l'energia è rappresentata da una barra con 8 elementi. Se Batman muore il giocatore viene riportato ad inizio livello: nel caso stia affrontando un boss, il gioco ricomincia nuovamente dal boss. Nel caso in cui Batman esaurisca le 3 vite, ricomincerà dall'inizio del livello: le possibilità di continuare la partita sono infinite.

### Versione Mega Drive
La versione per Mega Drive è quella che più ricalca il film e ne segue fedelmente le vicende, compresa la trasformazione di Jack Napier nel Joker. Nel gioco il giocatore guida Batman all'interno di 6 livelli.
Una delle differenze rispetto al NES è che in questa versione il giocatore controlla alcuni veicoli tipici di Batman, come la Batmobile ed il Batwing. Inoltre, Batman può non solo tirare pugni ma anche attaccare con una scivolata, arrampicarsi sui muri usando il bat-rampino ed effettuare un doppio salto per sfuggire agli attacchi nemici o per attaccare egli stesso. Nei livelli Batman può trovare dei power-up che possono fornire vite extra oppure ricaricare il Batarang o le armi dei veicoli che sta guidando (a seconda dello schema in cui si trova).

### Versione Game Boy
La versione per Game Boy presenta solo 4 livelli. In 3 di essi il giocatore muove Batman in schemi di tipo piattaforma (Axis Chemical Factory, Flugelheim Museum, Cathedral), dove l'unica arma utilizzabile è una pistola (ed in cui Batman non può saltare), mentre nel quarto livello il giocatore pilota il Batwing nei cieli di Gotham City.

## Sviluppo
Durante lo sviluppo il gioco stava emergendo piuttosto diverso da quello che venne poi effettivamente pubblicato. I filmati erano diversi e seguivano un design sullo stile di Batman: The Killing Joke. Inoltre, il boss finale era Firebug e non il Joker, che compariva solo nel filmato finale in cui si vedeva Batman stendere il criminale con un pugno.

## Accoglienza
Il gioco è stato nel complesso accolto favorevolmente dalla critica. Sia la versione per NES che quella per Mega Drive presentano grafiche superiori alla media dei giochi per le rispettive piattaforme. Anche la versione per Game Boy, nonostante non spinga al massimo le capacità hardware, si fa notare per la cura dei dettagli e la giocabilità.